# Elephantulus rupestris
Elephantulus rupestris — вид ссавців родини Стрибунцеві (Macroscelididae).  Вид поширений у Анголі, Намібії, Ботсвані та ПАР. Зустрічається у тропічних та субтропічних вологих саванах.